# Ben Shapiro
Benjamin Aaron Shapiro (Los Angeles, 15 januari 1984) is een Amerikaans conservatief politiek commentator, columnist, schrijver, radiopresentator en advocaat.
Shapiro is bekend door zijn deelname aan mediadebatten en conferenties op universiteiten, waar hij het conservatieve standpunt verdedigt. Van 2012 tot 2016 was hij editor-at-large van Breitbart News. Hij is verbonden aan de Young America's Foundation. Shapiro is een invloedrijk persoon onder de aanhang van de Republikeinse Partij, onder meer door zijn debatkwaliteiten. Hij was geen aanhanger van oud-president Donald Trump tijdens de presidentsverkiezingen van 2016 en gaf regelmatig kritiek op diens handelswijze. Tijdens de presidentsverkiezingen van 2020 stelde hij zijn mening echter bij en steunde hij Trump wel.

## Standpunten
Shapiro uit kritiek op de identiteitspolitiek, de Black Lives Matter-beweging, fenomenen als safe spaces en microagressies, abortus en euthanasie en de derde feministische golf. Hij is voorstander van een kleine overheid, benadrukt de eigen verantwoordelijkheid van mensen en is een pleitbezorger van de vrijheid van meningsuiting, zoals vastgelegd in de Amerikaanse grondwet. Daarnaast spreekt hij zich regelmatig uit over de politieke situatie in Israël.

## Studie en advocatuur
Shapiro behaalde op 16-jarige leeftijd zijn diploma aan de Yeshiva University High School of Los Angeles, nadat hij twee klassen had overgeslagen. In 2004 studeerde hij summa cum laude af aan de Universiteit van Californië met een Bachelor of Arts in politieke wetenschappen. In 2007 studeerde hij cum laude af aan de Harvard Law School. Daarna werkte hij enige tijd als advocaat voor Goodwin Procter LLP, voor hij zijn eigen juridische consultancykantoor startte.

## Toespraken
Shapiro houdt veel toespraken op Amerikaanse universiteiten, waarin hij het conservatieve standpunt uitlegt en kritiek uit op de linkse cultuur die, zo meent hij, tegenwoordig op een groot aantal universiteiten heerst. Zijn aanwezigheid op een universiteit zorgt er regelmatig voor dat (extreem)linkse studenten en groepen als de AFA bij en tijdens zijn toespraken demonstreren en hem zelfs het spreken onmogelijk proberen te maken.
Bij zijn toespraak op de University of California in Berkeley in september 2017 zagen de lokale overheid en de universiteit zich gedwongen zeer strenge maatregelen te nemen. Met een grote politiemacht en het afzetten van gebouwen en straten was het mogelijk om de toespraak zonder grote incidenten te laten verlopen. De kosten voor beveiliging en politie waren ongeveer $600.000.

## Media
Shapiro werkte tussen 2012 en 2016 als redacteur voor Breitbart News. In 2015 richtte hij de nieuws- en opiniewebsite The Daily Wire op, waar hij zelf hoofdredacteur is. Hij heeft hier van maandag t/m vrijdag een podcast, The Ben Shapiro Show, waarin hij commentaar geeft op politiek nieuws.

## Boeken
- Brainwashed: How Universities Indoctrinate America's Youth (ISBN 0-78526148-6). WND Books: 2004.
- Porn Generation: How Social Liberalism Is Corrupting Our Future (ISBN 0-89526016-6). Regnery: 2005.
- Project President: Bad Hair and Botox on the Road to the White House (ISBN 1-59555100-X). Thomas Nelson: 2008.
- Primetime Propaganda: The True Hollywood Story of How the Left Took Over Your TV (ISBN 0-06209210-3). Harper Collins: 2011.
- Bullies: How the Left's Culture of Fear and Intimidation Silences America (ISBN 1-47671001-5). Threshold Editions: 2013.
- The People vs. Barack Obama: The Criminal Case Against the Obama Administration (ISBN 1-47676513-8). Threshold Editions: 2014.
- A Moral Universe Torn Apart (AISN B01I3X4ISK). Creator's Publishing: 2014.
- What's Fair and Other Short Stories (AISN B016R28SLM). Revolutionary Publishing: 2015.
- True Allegiance (ISBN 1-68261077-2). Post Hill Press: 2016.

## Persoonlijk
Shapiro is een orthodoxe jood. Hij is getrouwd met een uit Marokko afkomstige Joodse-Israëlische vrouw en heeft drie kinderen.